# Daimús (kommunhuvudort)
Daimús är en kommunhuvudort i Spanien.   Den ligger i provinsen Província de València och regionen Valencia, i den östra delen av landet, 300 km sydost om huvudstaden Madrid. Daimús ligger 8 meter över havet och antalet invånare är 2 242.
Terrängen runt Daimús är kuperad åt sydväst, men österut är den platt. Havet är nära Daimús åt nordost.Runt Daimús är det tätbefolkat, med 570 invånare per kvadratkilometer. Närmaste större samhälle är Gandia, 2,9 km väster om Daimús. Runt Daimús är det i huvudsak tätbebyggt.